# Malillany Marín
Malillany Marín  (Havanna, Kuba, 1980. december 23. –) kubai-mexikói színésznő.

## Élete és pályafutása
1980. december 26-án született. 2004-ben a Rebelde című sorozatban kapott szerepet. 2007-ben Albertinát alakította a Szerelempárlat című telenovellában. 2009-ben a Hasta que el dinero nos separe című sorozatban megkapta Claudia Bermúdez szerepét.

## Filmográfia
- Estrella2 (2014)
- Mira Quien Baila (2013)
- Feliz a Escondidas (2013) - Vanessa Montero
- Que bonito amor (2012) - Elvira Hernández
- Dos hogares (2011) - Jennifer Garza Larrazábal
- Hasta que el dinero nos separe (2009-2010) - Claudia Bermúdez "La Buenona"
- Un gancho al corazón (2008-2009) - Anastasia
- El NotiFiero (2007-2008-2009) - Caridad Cienfuegos
- Kedves ellenség (Querida enemiga) (2008) - Vanessa
- Tormenta en el Paraíso (2007) - Fabiola Sarmiento
- Szerelempárlat (Destilando amor) (2007) - Albertina
- Lety, a csúnya lány (La fea más bella) (2006) - Dora
- Peregrina (2005) - Argelia
- Rebelde (2004-2006) - Luz Viviana Olivier

## Díjak és jelölések
| Év   | Díj                   | Kategória               | Cím                            | Eredmény |
| ---- | --------------------- | ----------------------- | ------------------------------ | -------- |
| 2010 | TVyNovelas-díj        | Legjobb női felfedezett | Hasta que el dinero nos separe | Jelölve  |
| 2013 | People en Español-díj | Legjobb női főgonosz    | Que bomito amor                | Jelölve  |